# Acer ivanofense
Acer ivanofense — це вимерлий вид клена, описаний із серії ізольованих викопних листків. Цей вид був описаний від еоцену до олігоцену скам'янілостей, знайдених у Сполучених Штатах Америки. Це один із кількох вимерлих видів, які живуть у секції Glabra.

## Опис
Листя A. ivanofense мають просту структуру з ідеально актинодромною структурою жилок, у яких первинні жилки починаються біля основи листової пластинки та йдуть до краю. Трилопатеве листя широко-овальної форми, ширина бічних часток становить приблизно половину ширини середньої частки. Листя має три первинні жилки та орієнтовний діапазон розмірів 4.5–7.8 сантиметрів у довжину на 4.0–7.5 сантиметрів. Від базальної сторони кожної первинної часткової жилки відгалужується від чотирьох до семи вторинних жилок, які потім розгалужуються. Листя містять складні зуби, причому кожен головний зубець має два-три маленьких зубця на нижньому краю та один зубець на верхньому краю. Морфологія A. ivanofense передбачає розміщення в секції Acer Glabra і серії Arguta. Це базується на загальній структурі жилок у часточках і структурі жилок, що утворюють ареоли.